# Anchises

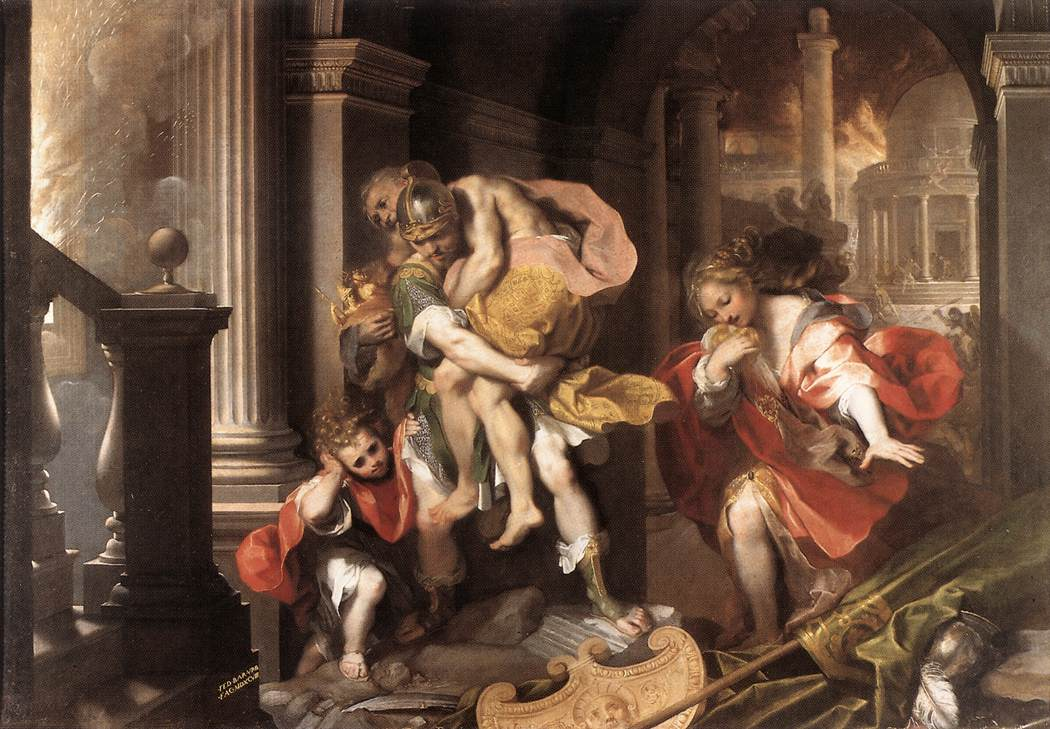
Aeneas bär sin far Anchises från det brinnande Troja
Målning av Federico Barocci (1598)

Anchises är i grekisk mytologi en furste i Troja. Han fick sonen Aeneas med kärleksgudinnan Afrodite.